# Памятник Хиполиту Цегельскому
Памятник Хиполиту Цегельскому (пол. Pomnik Hipolita Cegielskiego) — памятник, находящийся в городе Познань, Польша. Памятник посвящён польскому промышленнику, журналисту, общественному деятелю и филологу Хиполиту Цегельскому. Памятник располагается на углу улиц святого Мартина и Подгорной на площади Весны Наций.

## История
Памятник был открыт 19 сентября 2009 года в присутствии правнучки Хиполита Цегельского, вице-президента Польши Томаша Кайсера, министра Еугениуша Грещака, других официальных лиц и жителей города. Памятник был изготовлен по проекту польского скульптора Кшиштофа Якубика.